# Resolutie 271 Veiligheidsraad Verenigde Naties
Resolutie 271 van de Veiligheidsraad van de Verenigde Naties werd met elf tegen nul stemmen en vier onthoudingen aangenomen door de VN-Veiligheidsraad op 15 september 1969. De onthoudingen kwamen van Colombia, Finland, Paraguay en de Verenigde Staten.

## Achtergrond
Na de Zesdaagse Oorlog in 1967 had Israël het oude oostelijke deel van Jeruzalem opnieuw bezet. Op 21 augustus 1969 werd de Al-Aqsamoskee er in brand gestoken, wat de spanningen deed toenemen. De daad bleek uiteindelijk gesteld door een gestoorde Australische christenfundamentalist.

## Inhoud
De Veiligheidsraad:
- Is ontstemd door de grote schade veroorzaakt door brandstichting bij de Al-Aqsamoskee in het door Israël bezette Jeruzalem op 21 augustus.
- Denkt aan het verlies voor de menselijke cultuur.
- Heeft de verklaringen gehoord die de universele verontwaardiging weergeeft over het heiligschennis in een van de meest vereerde heiligdommen van de mensheid.
- Herinnert aan zijn resoluties 252 en 267 en de resoluties 2253 (ES-V) en 2254 (ES-V) over handelingen van Israël die de status van Jeruzalem aangaan.
- Bevestigt dat de uitbreiding van grondgebied door verovering ontoelaatbaar is.

1. Bevestigt de resoluties 252 en 267.
2. Erkent dat het vernielien van heilige plaatsen in Jeruzalem of aanzetten hiertoe de internationale vrede en veiligheid ernstig in gevaar kan brengen.
3. Bepaalt dat daad tegen de Al-Aqsamoskee duidelijk maakt dat Israël haar maatregelen die de status van Jeruzalem wijzigen zo snel mogelijk moet intrekken.
4. Roept Israël op om de Geneefse Conventies en de internationale wetten inzake militaire bezetting te raadplegen en de Hoge Moslimraad in Jeruzalem niet te hinderen in het onderhoud en herstel van islamitische heilige plaatsen, ook niet als de Moslimraad hiervoor hulp vraagt aan andere moslimlanden en -gemeenschappen.
5. Veroordeelt de Israëlische weigering om aan de vorige resoluties te voldoen en roept Israëlisch op om dat alsnog te doen.
6. Herhaalt paragraaf °7 van resolutie 267 dat nieuwe maatregelen zullen worden overwogen als Israël niet of enkel negatief antwoordt.
7. Vraagt de secretaris-generaal nauwgezet toe te zien op de uitvoering van deze resolutie en hierover zo snel mogelijk te rapporteren.

## Verwante resoluties
- Resolutie 267 Veiligheidsraad Verenigde Naties
- Resolutie 270 Veiligheidsraad Verenigde Naties
- Resolutie 279 Veiligheidsraad Verenigde Naties
- Resolutie 280 Veiligheidsraad Verenigde Naties

Lijst ·  263 ·  264 ·  265 ·  266 ·  267 ·  268 ·  269 ·  270 ·  271 ·  272 ·  273 ·  274 ·  275